# Alopoglossus vallensis
Alopoglossus vallensis — вид ящірок родини Alopoglossidae. Ендемік Колумбії.

## Поширення і екологія
Alopoglossus vallensis мешкають у верхній долині Кауки, переважно в департаменті Вальє-дель-Каука. Вони живуть у вологих тропічних лісах в передгір'ях та у вологих мікросередовищах в сухих гірських лісах, серед опалого листя, поблизу струмків, трапляються на плантаціях і в садах. Зустрічаються на висоті від 900 до 1300 м над рівнем моря.